# Ernst Hartmann von Diemar
Ernst Hartmann von Diemar, född den 24 juni 1682, död den 16 juli 1754, var en tysk baron, diplomat och militär.
Diemar deltog under prins Fredrik av Hessen (senare kung Fredrik I av Sverige) i spanska tronföljdskriget, blev 1710 överste och 1717 generalmajor. Han var 1720-25 Hessen-kasselskt sändebud i Stockholm och hörde till kungens förtrogna. Diemar understödde kungens planer på utvidgad kungamakt och ådrog sig frihetsvännernas ovilja. Redan 1723, främst i anledning av hans deltagande i förföljelserna av Lorentz Kristoffer Stobée, fordrade städerna och rådet hans avlägsnande. 1735-52 befann Diemar sig i kejserlig tjänst och deltog i österrikiska tronföljdskriget och blev 1745 generalfältmarskalk. Sina sista år tillbringade han på sina gods i Hessen.